# Papa Gregorio Magno intercede per le anime del Purgatorio
Papa Gregorio Magno intercede per le anime del Purgatorio, conosciuto anche come la Vergine del suffragio, è un dipinto di Sebastiano Ricci conservato nella chiesa di Sant'Alessandro della Croce di Bergamo in via Pignolo.

## Storia
Il dipinto ospitato nella seconda cappella a destra della chiesa alessandrina, fu commissionato nel 1730 da Gian Giacomo Tassi, dell'importante famiglia Tasso che abitava via Pignolo nel palazzo Tasso dal XVI secolo. L'opera fu commissionata per essere posta nella cappella che, dedicata al suffragio che dal 1639, era sede della confraternita del Santo Suffragio. La confraternita grazie anche al concilio tridentino, aveva aumentato il numero dei suoi iscritti e risulta attiva essere ancora nel XIX secolo. L'altare è opera marmorea di Gian Giacomo Manni e conserva le reliquie di santa Maria Romana donate alla chiesa di Sant'Alessandro nel 1300 da papa Pio V.La cappella è di misura superiore alle altre presenti nella chiesa e ospita anche il dipinto di Gianbettino Cignaroli Storia di Giuda Maccabeo del 1743, e il dipinto Giobbe compianto dagli amici opera settecentesca di incerta attribuzione e sulla parte superiore due tele di Gian Paolo Cavagna: Corpus Domini e Sant'Alessandro.
Il dipinto fece parte della mostra dedicata al Ricci tenuta a Passariano di Codroipo in provincia di Udine nella villa Manin nel 1989.

## Descrizione
Il dipinto per la sua apparente leggerezza, malgrado la drammaticità del tema, va inserito nel rococò europeo. La tela si sviluppa su due livelli. In quello superiore a sinistra vi è raffigurata la Vergine con il Bambino, entrambi porgono le braccia ad accogliere le anime che gli angeli trasportano dal purgatorio, dove sono liberate al paradiso. In questa parte la tela rappresenta un momento lieto, di festa: tutto il cielo è in festa quando accoglie nuove anime. Questa parte è particolarmente luminosa, grazie alle pennellate decise dell'artista. 
I due ordini sono uniti da una diagonale la cui parte s'incrocia nell'immagine centrale di un0anima che sorretta da un angelo, raggiunge il paradiso.
Nell'ordine inferiore è raffigurato a destra san Gregorio Magno raffigurato negli abiti pontificali che con espressione estatica guarda il cielo beatificandosi dalle libere anime in volo, unito in diagonale con l'immagine mariana. Accanto a lui vi è san Girolamo che ha lo sguardo in basso, verso il lato sinistro della tela, dove sono raffigurate due anime, di un uomo e di una donna che ancora soffrono nelle fiamme del purgatorio. L'immagine di san Gregorio è legata al santo romano del VI secolo che diffondeva la sua credenza, invitando i fedeli a pregare per la salvezza delle anime peccatrici e poterne alleviare le pene. Il concilio tridentino ha confermato la traduzione pubblica della Vulgata confermandone l'autenticità.